# Czaple-Andrelewicze
Czaple-Andrelewicze – wieś w Polsce położona w województwie mazowieckim, w powiecie sokołowskim, w gminie Repki. Ma status sołectwa.
W latach 1954–1959 wieś należała i była siedzibą władz gromady Czaple-Andrelewicze. W latach 1975–1998 miejscowość administracyjnie należała do województwa siedleckiego.
Wierni Kościoła rzymskokatolickiego należą do parafii św. Stanisława w Skrzeszewie.